# Leptothorax echinatinodis
Leptothorax echinatinodis är en myrart som beskrevs av Auguste-Henri Forel 1886. Leptothorax echinatinodis ingår i släktet smalmyror, och familjen myror. Inga underarter finns listade i Catalogue of Life.